# Chislawitschi
Chislawitschi (russisch Хисла́вичи) ist eine Siedlung städtischen Typs in der Oblast Smolensk in Russland mit 4138 Einwohnern (Stand 14. Oktober 2010).

## Geographie
Der Ort liegt knapp 70 km Luftlinie südlich des Oblastverwaltungszentrums Smolensk am rechten Ufer des Flusses Sosch, gut 20 km von der Staatsgrenze zu Belarus entfernt.
Chislawitschi ist Verwaltungszentrum des Rajons Chislawitschski sowie Sitz der Stadtgemeinde Chislawitschskoje gorodskoje posselenije, zu der außerdem die Siedlungen Frolowo (3 km nordnordöstlich) und Kirpitschny Sawod („Ziegelfabrik“, 3 km nördlich) gehören.

## Geschichte
Der Ort wurde erstmals 1526 unter dem Namen Choslawitschi erwähnt. Ab Ende des 18. Jahrhunderts gehörte der Ort zum Ujesd Mstislawl des Gouvernements Mogiljow. Chislawitschi war eines der größeren Schtetl der Region mit einem jüdischen Bevölkerungsanteil von etwa 80 % um die Wende zum 20. Jahrhundert. In dieser Zeit wurde die heutige Namensform offiziell.
1928 wurde Chislawitschi Verwaltungssitz eines neu geschaffenen, nach ihm benannten Rajons. Im Zweiten Weltkrieg war der Ort vom 16. Juli 1941 bis 26. September 1943 von der deutschen Wehrmacht besetzt. In den ersten Monaten nach der Okkupation existierte ein Ghetto für die jüdische Bevölkerung, die bis Anfang 1942 vor Ort ermordet oder deportiert wurde.
1965 erhielt der Chislawitschi den Status einer Siedlung städtischen Typs.

### Bevölkerungsentwicklung
| Jahr | Einwohner |
| ---- | --------- |
| 1897 | 5066      |
| 1939 | 5135      |
| 1959 | 3785      |
| 1970 | 3682      |
| 1979 | 4451      |
| 1989 | 5013      |
| 2002 | 4617      |
| 2010 | 4138      |

Anmerkung: Volkszählungsdaten

## Verkehr
Chislawitschi liegt an der Regionalstraße 66A-2, die knapp 30 km nordöstlich beim benachbarten Rajonzentrum Potschinok von der föderalen Fernstraße R120 Orjol – Brjansk – Smolensk abzweigt und weiter zur belarussischen Grenze führt (dort weiter in Richtung Mszislau – Mahiljou). Nach Nordwesten zweigt die 66K-25 nach Monastyrschtschina ab, nach Süden die 66K-19 nach Schumjatschi.
In Potschinok befindet sich die nächstgelegene Bahnstation an der Strecke Brjansk – Smolensk.